# Charles Borie
Charles Borie,  né le 4 août 1877 au Puy-en-Velay et mort en août 1957, est un maître verrier actif en Auvergne au début du XXe siècle jusqu'en 1951. Il fut l'élève de Champigneulle.

## Biographie
Le père de Charles Borie est cordonnier et meurt en 1882 ;  Charles a 5 ans. Il est scolarisé jusqu'à 11 ans à l'école Saint-Joseph, tenue par les frères des écoles chrétiennes. Il devient alors apprenti chez Eugène Chausse, peintre-verrier.

## Œuvres
- Bellegarde-en-Forez, église paroissiale
- Beynat, Corrèze, église paroissiale, scènes de la vie de Pierre Dumoulin-Borie,
- Chalain-le-Comtal
- Cezay, église,
- Corrèze, Corrèze, église
- Grézieux-le-Fromental
- Lamazière-Basse,
- Lapleau, Corrèze, église Saint-Étienne, deux vitraux avec une liste des morts de la Première guerre mondiale,
- Lérigneux, église, 1930
- Moingt, église, 1930, 1931
- Neuvic, Corrèze, église Notre-Dame de Pennacorn,
- Nîmes (Gard), église Notre-Dame des enfants : vitraux, 1943
- Le Puy-en-Velay, Haute-Loire, vitraux du dôme de l'immeuble de la Verveine du Velay[2]  Classé MH (2004)
- Sail-sous-Couzan, église, 1919, 1929,
- Saint-Laurent-Rochefort, église,
- Sainte-Agathe-la-Bouteresse, chapelle,
- Sainte-Foy-Saint-Sulpice, église, 1931, 1942, 1947, 1948,
- Savigneux, Loire, église.
- Saugues Haute-Loire,
- Tence, Haute-Loire, 1929, église paroissiale de la Nativité de Notre-Dame et Saint-Martin, vitraux représentant saint Martin, patron de l'église, saint Jean-François Régis (en souvenir d'une mission prêchée entre 1635 et 1640 et saint Jean-Marie Vianney.